# 尤雷·多萊內克
尤雷·多萊內克（1988年12月6日—），是一位斯洛維尼亞的手球運動員，代表斯洛維尼亞國家男子手球隊參賽，並且參加了2016年和2024年夏季奧林匹克運動會。

## 外部連結
- 尤雷·多萊內克在International Handball Federation（英语）
- 尤雷·多萊內克在European Handball Federation（英语）
- 尤雷·多萊內克在Ligue Nationale de Handball（法语）
- 尤雷·多萊內克在Olympics.com（英语）
- 尤雷·多萊內克在Olympedia（英语）